# Zingel (Fisch)
Der Zingel (Zingel zingel) ist eine Fischart aus der Familie  der Echten Barsche (Percidae).

## Merkmale
Zingel besitzen einen torpedoförmigen Körper, der im Querschnitt beinahe rund erscheint. Das Maul des Zingels ist unterständig, das heißt, dass seine obere Maulhälfte länger als die Maulunterhälfte ist. Die Schuppen des Zingels sind klein und feststehend. Seine Seiten und sein Rücken besitzen eine gelbbraune Färbung. Sein ganzer Körper, besonders der Rücken, ist mit dunklen Querbinden bedeckt. Er besitzt zwei getrennte Rückenflossen; die erste hat 13–14 Stachelstrahlen und keine Weichstrahlen, die zweite einen Stachelstrahl und 18–20 Weichstrahlen. Die Schwimmblase ist stark zurückgebildet. Zingel werden im Durchschnitt 15 bis 20 cm, maximal bis zu 50 cm groß und erreichen dabei ein Gewicht von ca. 1,5 kg. Der Zingel kann leicht mit dem Streber verwechselt werden, der jedoch weniger Rückenflossenstrahlen hat und deutlich kleiner bleibt.

## Lebensraum
Der Zingel stammt aus dem Einzugsgebiet der Donau und ihren Nebenflüssen. Man trifft den Fisch in der Äschen- und Barbenregion an.

## Fortpflanzung
Der Zingel laicht in der Zeit von März bis April in der Strömung auf steinigem Grund; man zählt ihn deshalb zu den Kieslaichern.

## Lebensweise
Der Bodenfisch liegt tagsüber meist zwischen Steinen und geht nachts auf Nahrungssuche. Er ernährt sich von Würmern, Kleinkrebsen, Insektenlarven und anderen Kleintieren sowie von Fischlaich oder anderen kleinen Fischen. Eine Besonderheit des Fisches ist, dass er sich zeitweise mit ruckartigen Bewegungen über den Gewässerboden fortbewegt.